# Cattedrale di San Paolo della Croce (Ruse)
La cattedrale di San Paolo della Croce (in bulgaro: Катедрален храм Свети Павел от Кръста, Katedralen hram Sveti Pavel ot Krasta) è la chiesa cattedrale della diocesi di Nicopoli, si trova nella città di Ruse, in Bulgaria.

## Storia e descrizione
La cattedrale è stata costruita tra il 1890 ed il 1892 in stile neobarocco su progetto dell'architetto austroungarico Valentino Dell'Antonio, proveniente da Moena. L'interno è decorato con vetrate dell'artista ungherese Sandor Ligeti , mentre l'altare ligneo rifinito in stile gotico è stato realizzato in Boemia. Nel 1908 è stato installato un organo costruito in Germania della ditta Feur Karlsruhe.